# Lijst van voetbalinterlands Gambia - Saoedi-Arabië
Deze lijst van voetbalinterlands is een overzicht van alle officiële voetbalwedstrijden tussen de nationale teams van Gambia en Saoedi-Arabië. De landen speelden tot op heden een keer tegen elkaar: een vriendschappelijk duel, gespeeld op 8 januari 2007 in Dammam.

## Wedstrijden
| № | Plaats | Datum          | Competitie        | Wedstrijd              | Uitslag |
| - | ------ | -------------- | ----------------- | ---------------------- | ------- |
| 1 | Dammam | 8 januari 2007 | Vriendschappelijk | Saoedi-Arabië – Gambia | 3 – 0   |

## Samenvatting
| Competitie        | Totaal gespeeld | Winst Gambia | Gelijk | Winst Saoedi-Arabië | Doelsaldo Gambia – Saoedi-Arabië |
| ----------------- | --------------- | ------------ | ------ | ------------------- | -------------------------------- |
| Vriendschappelijk | 1               | 0            | 0      | 1                   | 0 − 3                            |
| Totaal            | 1               | 0            | 0      | 1                   | 0 − 3                            |

GFA · A-internationals · Olympische elftal · Gambiaans vrouwenelftal
Algerije ·
Angola ·
Benin ·
Burkina Faso ·
Burundi ·
Centraal-Afrikaanse Republiek ·
China ·
Comoren ·
Congo-Brazzaville ·
Congo-Kinshasa ·
Denemarken ·
Djibouti ·
Equatoriaal-Guinea ·
Gabon ·
Ghana ·
Guinee ·
Guinee-Bissau ·
Ivoorkust ·
Kaapverdië ·
Kameroen ·
Kenia ·
Kosovo ·
Lesotho ·
Liberia ·
Libië ·
Luxemburg ·
Madagaskar ·
Mali ·
Marokko ·
Mauritanië ·
Mexico ·
Namibië ·
Nieuw-Zeeland ·
Niger ·
Nigeria ·
Oeganda ·
Saoedi-Arabië ·
Senegal ·
Seychellen ·
Sierra Leone ·
Tanzania ·
Togo ·
Tsjaad ·
Tunesië ·
Verenigde Arabische Emiraten ·
Zambia ·
Zuid-Afrika ·
Zuid-Soedan
SAFF · A-internationals · Selecties · Bondscoaches · Statistieken · Saoedi-Arabisch vrouwenelftal · Saoedi-Arabië U21 · Saoedi-Arabië U20 · Saoedi-Arabië U19 · Saoedi-Arabië U18 · Saoedi-Arabië U17
1950 – 1959 · 
1960 – 1969 · 
1970 – 1979 · 
1980 – 1989 · 
1990 – 1999 · 
2000 – 2009 · 
2010 – 2019 ·
2020 − 2029
WK 1994 · 
WK 1998 · 
WK 2002 · 
WK 2006 · 
WK 2018
OS 1984 · 
OS 1996 · 
OS 2020
1957 · 
1958 · 1959 · 1960 · 
1961 · 
1962 · 
1963 · 
1964 · 1965 · 1966 · 
1967 · 
1968 · 
1969 · 
1970 · 
1971 · 
1972 · 
1973 · 
1974 · 
1975 · 
1976 · 
1977 · 
1978 · 
1979 · 
1980 · 
1981 · 
1982 · 
1983 · 
1984 · 
1985 · 
1986 · 
1987 · 
1988 · 
1989 · 
1990 · 
1991 · 
1992 · 
1993 · 
1994 · 
1995 · 
1996 · 
1997 · 
1998 · 
1999 · 
2000 · 
2001 · 
2002 · 
2003 · 
2004 · 
2005 · 
2006 · 
2007 · 
2008 · 
2009 · 
2010 · 
2011 · 
2012 · 
2013 ·
2014 ·
2015 ·
2016 ·
2017 ·
2018 ·
2019 ·
2020 ·
2021 ·
2022 ·
2023
Afghanistan · 
Albanië ·
Algerije · 
Angola · 
Argentinië · 
Australië · 
Azerbeidzjan · 
Bahrein · 
Bangladesh · 
België · 
Bhutan · 
Bolivia · 
Brazilië · 
Bulgarije · 
Cambodja ·
Canada · 
Chili · 
China · 
Colombia ·
Congo-Brazzaville · 
Congo-Kinshasa · 
Costa Rica · 
Cyprus · 
Denemarken · 
Duitsland · 
Ecuador ·
Egypte · 
Engeland · 
Equatoriaal-Guinea ·
Estland · 
Finland · 
Frankrijk · 
Gabon · 
Gambia ·
Georgië · 
Ghana · 
Griekenland ·
Honduras · 
Hongarije · 
Hongkong · 
Ierland · 
IJsland · 
India · 
Indonesië · 
Irak · 
Iran · 
Italië ·
Jamaica · 
Japan · 
Jemen · 
Jordanië · 
Kameroen · 
Kazachstan · 
Kirgizië · 
Koeweit · 
Kroatië ·
Laos ·
Letland ·
Libanon · 
Libië · 
Liechtenstein · 
Litouwen ·
Luxemburg · 
Macau ·  
Maleisië · 
Mali · 
Marokko · 
Mauritanië · 
Mexico · 
Moldavië ·
Mongolië · 
Namibië · 
Nederland · 
Nepal · 
Nieuw-Zeeland · 
Nigeria · 
Noord-Korea ·
Noord-Macedonië ·
Noorwegen ·
Oeganda · 
Oekraïne · 
Oezbekistan · 
Oman · 
Oost-Timor ·
Pakistan ·
Palestina · 
Panama ·
Paraguay · 
Peru ·
Polen · 
Portugal · 
Qatar · 
Rusland · 
Schotland · 
Senegal · 
Singapore · 
Slovenië · 
Slowakije · 
Soedan · 
Spanje · 
Sri Lanka · 
Syrië · 
Tadzjikistan · 
Taiwan · 
Tanzania · 
Thailand · 
Togo · 
Trinidad en Tobago · 
Tsjechië · 
Tunesië · 
Turkije · 
Turkmenistan · 
Uruguay · 
Venezuela · 
Verenigde Arabische Emiraten · 
Verenigde Staten · 
Vietnam · 
Wales · 
Wit-Rusland · 
Zambia ·
Zimbabwe ·
Zuid-Afrika · 
Zuid-Jemen · 
Zuid-Korea · 
Zweden
Argentinië (1992) · 
Argentinië (2022) · 
Egypte (2018) · 
Oekraïne (2006) · 
Rusland (2018) ·
Spanje (2006) ·
Tunesië (2006) ·
Uruguay (2018)